# Xanthomis grandis
Xanthomis grandis là một loài bướm đêm thuộc phân họ Arctiinae, họ Erebidae.